# Henk van Vliet (presentator)
Hendrik Pieter (Henk) van Vliet (Paramaribo, 17 december 1947) is een Surinaams dj, redacteur en radio- en showpresentator.

## Biografie

### DJ
Van Vliet werd in 1947 in Paramaribo geboren en draagt de achternaam van zijn moeder. Hij groeide op aan de Mr. F.H.R. Lim A Postraat en herinnert zich daar een leuke jeugd. Radio interesseerde hem sinds hij een kind was en met zijn zussen luisterde hij graag naar Avros, het enige radiostation in die tijd. Op zijn zevende deed hij mee aan een songfestival; de eerste prijs ging toen naar de Little Stars met Hans en Clarence Breeveld in de gelederen. Op zijn tiende kreeg hij een viersnarige cuatro cadeau.
Hij trok op de Froweinschool (mulo) veel op met Gerold Febis, die later eveneens radiopresentator werd. Samen kochten ze een versterker waarmee ze als dj op feestjes optraden, al dan niet zelf georganiseerd en waarbij ze klas- en leeftijdsgenoten uitnodigden. Toen hij later aan de Elizelaan woonde bouwden hij en Febis een studio op waar ze omroeper speelden.

### Apintie Radio
Toen hij naar de Handelsschool zou gaan, nodigde de administrateur van Radio Apintie hem uit voor een gesprek met de directeur, Eddy Vervuurt. De afspraak bleek geregeld te zijn door zijn leraar Nederlands, Henri de Ziel. In het gesprek, de volgende dag, kreeg hij een baan aangeboden die hij meteen accepteerde. Als zestienjarige kreeg hij van zijn moeder toestemming, mits hij zich voor een avondopleiding zou inschrijven. Op 1 november 1964 trad hij in dienst van Apintie. Het meest kenmerkende waaraan hij herinnerd wordt is zijn herhaling van meerdere keren "Nummer 1..."
In de avonduren behaalde hij zijn onderwijzersakte en daarna de hoofdakte lo-Nederlands; de mo rondde hij toen net niet af. De kennis die hij tijdens zijn opleiding vergaarde, gebruikte hij toen niet als onderwijzer, maar werd wel het idee voor de quiz Weet je weetje. Op zijn achttiende trouwde hij met Josta Mannsur, met wie hij binnen een paar jaar drie kinderen kreeg. Hij werd alsnog onderwijzer, op het Natin, en vervolgde zijn lerarenopleiding.

### Redacteur
Ernaast was hij mederedacteur van Yeah van Ro Heilbron. Tijdens het eenjarig bestaan op Tweede Kerstdag 1967 presenteerde hij The Big Yeah Combination, een show in Thalia met artiesten als The Devils (van Suzie Poeder en Glenn Gaddum), The Cosmo Beats en Theo Bijlhout. Vanaf dat moment werd hij telkens weer gevraagd.
Toen Ro Heilbron naar Nederland vertrok, richtte Van Vliet zijn eigen tienertijdschrift op, High Time (later Hi Time). Hij deed de redactie en allerhande andere zaken achter de schermen, tot en met de distributie en het aantrekken van advertenties. Naast hijzelf schreven Stan Herewood, Joyce Nahar en Hans Breeveld voor zijn blad. Verder werkte hij voor de Stichting Staatsziekenfonds later twintig jaar lang als hoofd van de afdeling Public Relations, Marketing en Sales.

### Presentator
Via André Kamperveen kwam hij bij de televisie terecht. Kamperveen regelde toen de advertenties voor het bedrijf ESSO, dat op de STVS een programma presenteerde met Surinaamse groepen en amusement. Al met al presenteerde Van Vliet tijdens zijn loopbaan meer dan honderd shows, waaronder SuriPop, een van de belangrijkste muziekevenementen in Suriname. Hij is tevens ondervoorzitter van de organisatie erachter, de Stichting Ter Bevordering van Kunst en Kultuur, en sinds 2011 de presentator tijdens optredens in Nederland van de SuriToppers, een muziekgroep met artiesten die in SuriPop hebben opgetreden. Hij was een grote vriend van Werner Duttenhofer, met wie hij een samenwerking kende van meer dan vijftig jaar. Hij was betrokken bij beide optredens van Percy Sledge in Suriname, eerst in de jaren zeventig en nogmaals in 2005. Zijn presentaties beperkten zich niet tot muziek en entertainment alleen, maar hij presenteerde bijvoorbeeld ook officiële ceremonies en sportwedstrijden.

### Waardering

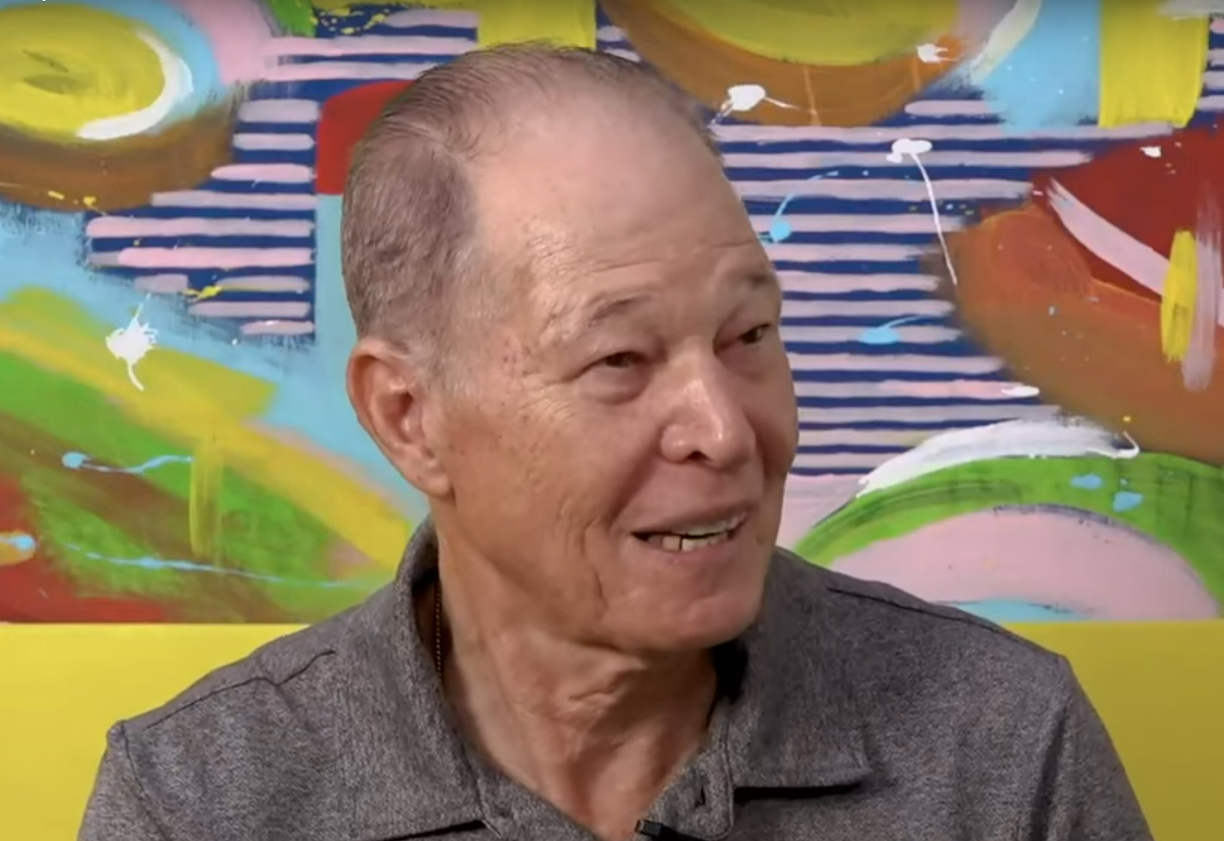
Henk van Vliet in 2023

In 2007 kreeg hij in Amsterdam de Kwakoe-Jagernath Lachmon Award uitgereikt voor zijn betekenis voor Surinaamse jongeren. Verder werd hij in 2018 uitgeroepen tot Communicatieman van het jaar en riep de Parbode hem en Asha Mungra uit tot de kanjers van het jaar.
In 2019 werd hem een TrackDrip Achievement Award uitgereikt. Van Vliet geniet verder grote erkenning van artiesten. In 2020 bleek dit te meer toen Kenny B via een video op Facebook hem een living legend noemde, en een oproep deed voor een standbeeld voor hem. De post werd gesteund door andere artiesten, zoals Enver Panka, Bryan Muntslag en Benjamin Faya. Van Vliet reageerde onder de post van Kenny B: Dat jij als superartiest dit allemaal zegt is voor mij al de grootste waardering!! In 2022 kreeg Van Vliet een plaats op de Iconenkalender van NAKS en in 2023 werd hij onderscheiden met de Rotary Vocational Excellence Award.